# Fermoselle
Fermoselle es un municipio y localidad española de la provincia de Zamora y de la comunidad autónoma de Castilla y León.
Fermoselle se encuentra situado en el confín suroccidental de la comarca zamorana de Sayago, cercado por el río Duero, al poniente y mediodía, y el Tormes, al sur, que confluyen en el paraje de Las Dos Aguas o Ambasaguas. En las otras orillas quedan Portugal y la provincia de Salamanca. Su paisaje más conocido se encuentra junto a estos ríos, lo que aquí denominan arribes, formados por las pendientes ribereñas que desde tiempos inmemorables se aprovechan para la agricultura de bancales por la bonanza térmica que propicia el escarpe y que ha favorecido el cultivo del viñedo, el olivo y frutales que no son tan frecuentes en la pinllanura adyacente.
En la tortuosa topografía de peñascos, fallas y despeñaderos, y sobre un cuchillo de peñas, se erige la villa de Fermoselle, considerada habitualmente por unos la «capital de los Arribes del Duero» y por otros «el balcón del Duero». El extremo del picón lo ocupan las ruinas del castillo de Doña Urraca y las sólidas casonas de antigua construcción en torno a tortuosas calles empinadas, como La Nogal o El Torojón, que se desparraman pasado el arco de la antigua barbacana. La villa fue declarada conjunto histórico-artístico en el año 1974, en el que destaca la iglesia de Nuestra Señora de la Asunción, con muros y arcos románicos aunque sus rasgos fundamentales son de estilo gótico, y las cuatro ermitas, denominadas de la Soledad, Santa Cruz, Santa Colomba y San Albín.
La belleza del paisaje arribeño, que invita a la práctica del senderismo, y el encanto de la villa se ven reforzados con las fiestas populares que se celebran en honor a San Agustín y que tienen al toro como uno de sus principales protagonistas. Los encierros, que comienzan a toque de campana, y las corridas en la plaza Mayor están animadas por las peñas que en esos días se reúnen en las tradicionales bodegas subterráneas excavadas en el granito sobre las que se asientan sus casas, calles y plazas.
Su patrimonio natural, histórico y etnográfico han convertido a esta villa en un destino turístico de referencia en la provincia de Zamora. Situación que en los últimos años se ha visto reforzada por su incorporación como municipio integrante del parque natural de Arribes del Duero (2002), la remodelación del convento de San Francisco como casa del Parque (2006) y su pertenencia a Meseta Ibérica, la reserva de la biosfera transfronteriza creada por la Unesco (2015).

## Toponimia
La etimología popular sitúa el origen del nombre de esta villa en 'fermosa ella', aunque desde un punto de vista de la lingüística, parece poco convincente por su terminación en 'e', que parece remitir más a un genitivo latino de posesión.
En su término municipal existen topónimos pertenecientes a las diversas culturas que se asentaron desde antiguo en este territorio, derivados fundamentalmente de distintos aspectos sociales, económicos, paisajísticos y religiosos de sus moradores. Entre ellos destacan Los Cotorros, altozanos situados a lo largo del curso de los ríos Duero y Tormes, entre los que se encuentra El Castillo. Otros parajes reciben nombres como El Caballino» y Las Dos Aguas o Ambasaguas. Este último es también denominado La Barca de Murcena, por haber sido el lugar donde una barcaza unía la calzada española y portuguesa.
En su casco urbano destacan nombres de barrios como Las Palombreras, Las Eras, La Portilla y Tenerías. Entre sus lugares más emblemáticos, destaca la plazuela de Santa Colomba y El Torrejón (popularmente denominado Torojón), este último usado como balcón de amplias vistas sobre el Duero y el Tormes.

## Geografía

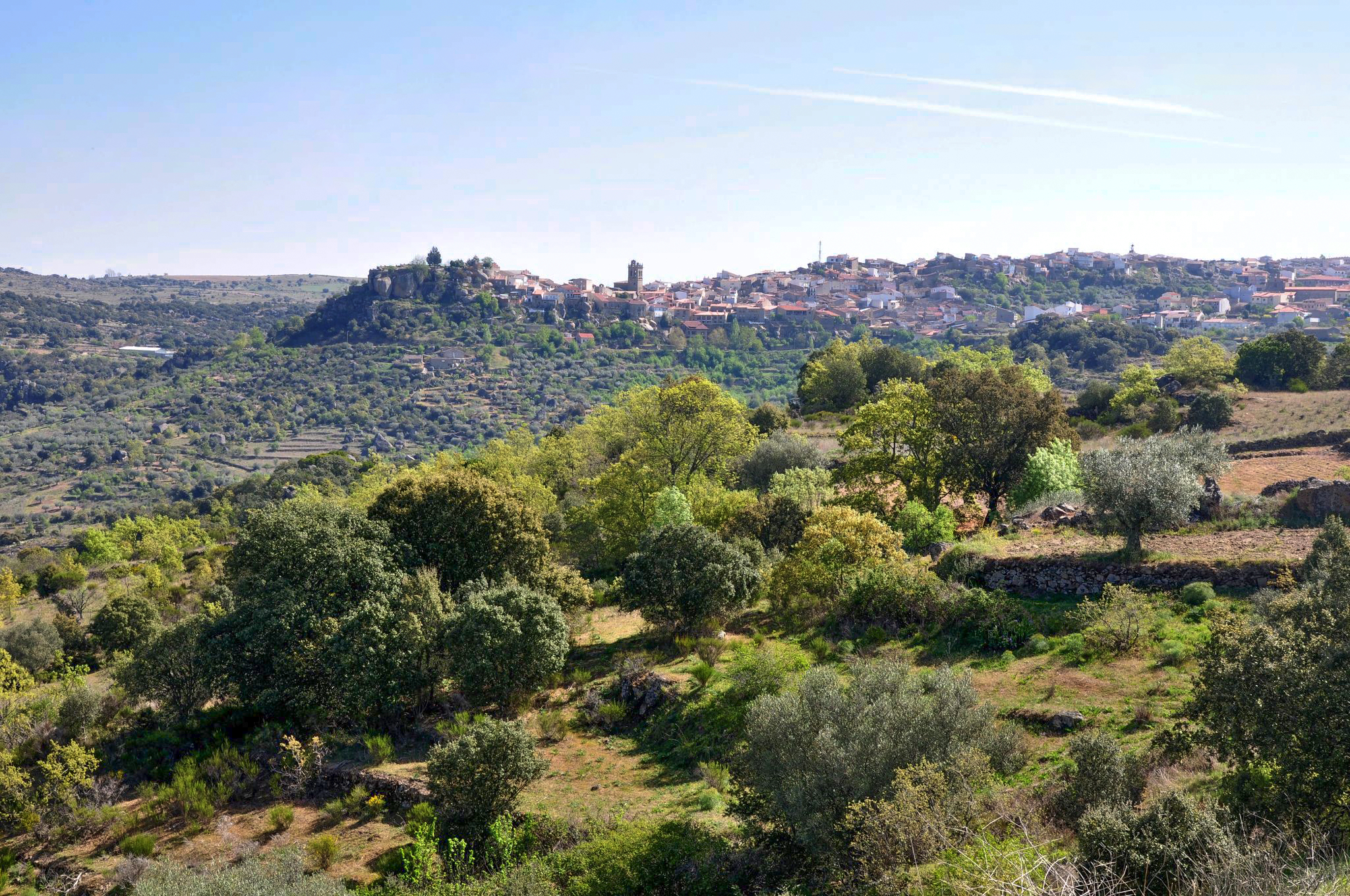
Fermoselle se sitúa sobre un cerro a orillas del Duero

Sus límites municipales vienen marcados al sur y al oeste por accidentes naturales. Al sur con el río Tormes que a su vez separa las provincias de Zamora —a la que pertenece Fermoselle— y de Salamanca, unidas a través del puente de San Lorenzo, en el paraje denominado de La Cicutina. La margen izquierda del Tormes, perteneciente a la provincia de Salamanca, es compartida por los municipios ribereños de Villarino, Trabanca y Almendra. El límite oeste está formado por el tramo internacional del río Duero, al ser su titularidad compartida por España y Portugal. Sobre este último río hay un paso fronterizo que fue construido sobre la presa de Bemposta, en el tramo de aprovechamiento hidroeléctrico portugués del río Duero. Sus límites norte y este lindan con el municipio zamorano de Villar del Buey, en los que la penillanura de la comarca de sayaguesa no ha generado ningún accidente natural reseñable, salvo el extremo suroeste que roza el embalse de Almendra.
El casco urbano de la villa ha sido milagrosamente preservado a través de las épocas, motivo por el que la Comisión de Patrimonio lo declaró Conjunto histórico-artístico.

### Ubicación
Fermoselle conforma la esquina suroeste de la provincia de Zamora, haciendo su término municipal de frontera con Portugal y de límite con la provincia de Salamanca. Dista 64 km de Zamora, la capital provincial, y 27 km de Bermillo, la capital comarcal, todas ellas unidas a través de la CL-527.
Pertenece a la comarca de Sayago, la mancomunidad Sayagua, el partido judicial de Zamora y la zona básica de salud Sayago, esta última con centro de salud en Bermillo de Sayago y con el Compeljo Asistencial de Zamora como hospital de referencia.
| Noroeste: Urrós (Portugal)                   | Norte: Pinilla de Fermoselle | Noreste: Fornillos de Fermoselle |
| Oeste: Bemposta (Portugal)                   |                              | Este: Cibanal                    |
| Suroeste: Villarino de los Aires (Salamanca) | Sur: Trabanca (Salamanca)    | Sureste: Almendra (Salamanca)    |

### Clima

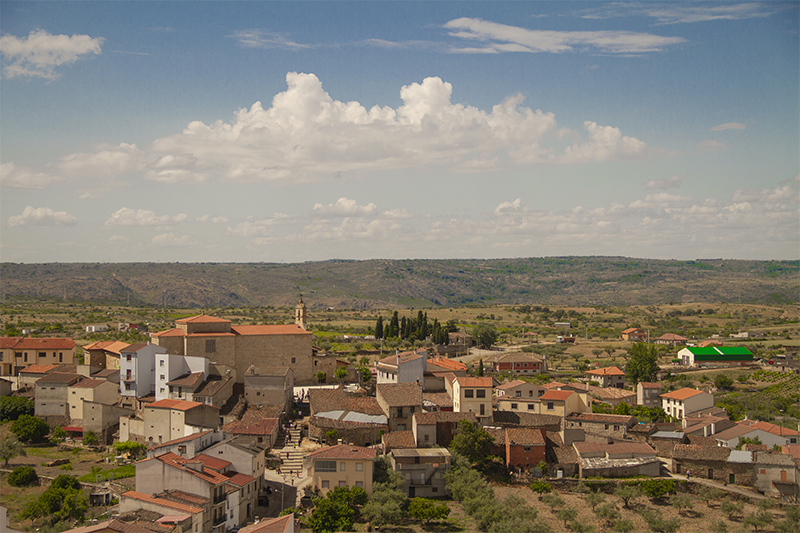
Zona sur del municipio

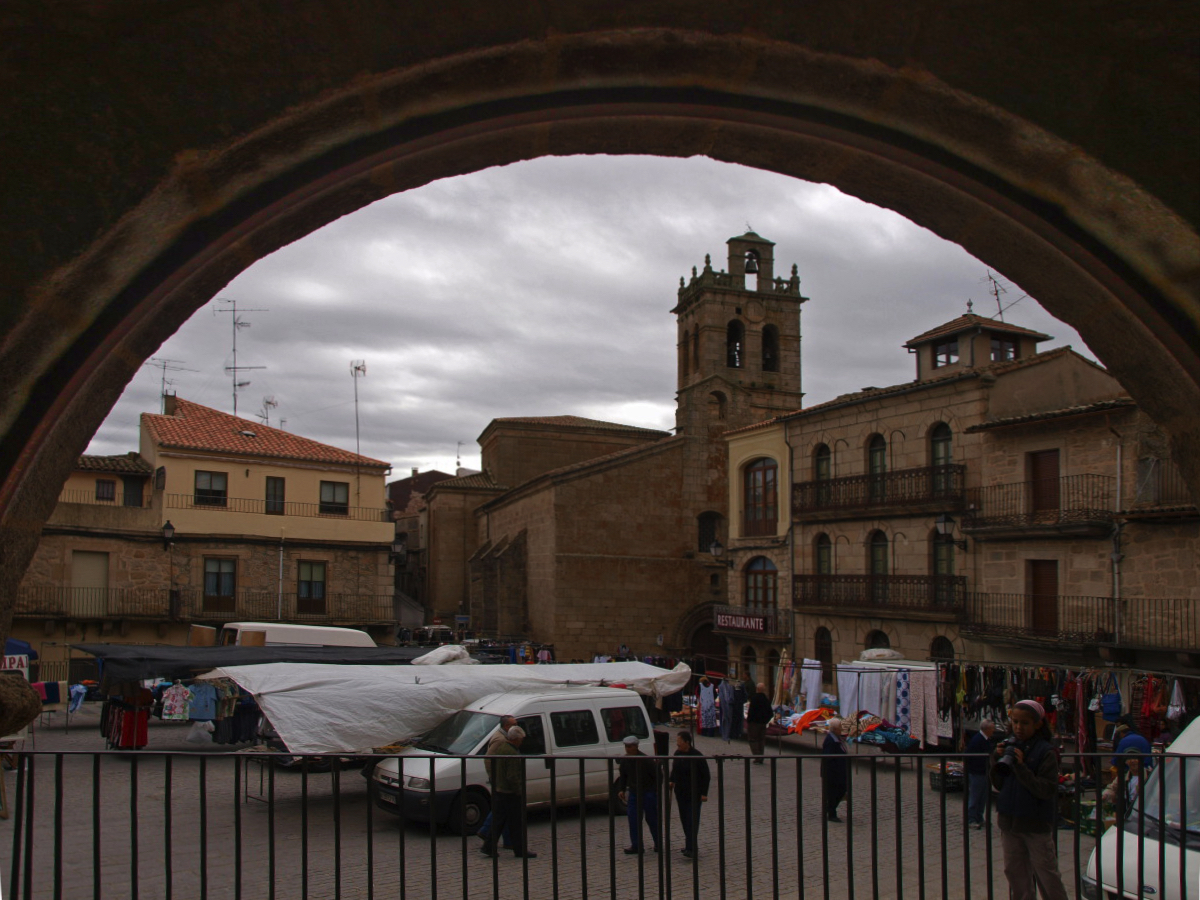
Plaza mayor

Fermoselle goza de un clima mediterráneo continentalizado atemperado por su menor altitud y por estar al abrigo del Duero, del Tormes y los distintos embalses construidos en la zona. Todos estos factores dan lugar a un microclima caracterizado por dulcificar las temperaturas extremas de las estaciones de invierno y verano, siendo la primavera y el otoño meras estaciones puente.
La lluvia es escasa y desigualmente repartida. La condensación del vapor acuoso solamente da origen a lluvias de relieve y las nubes que llegan suelen proceder del atlántico empujadas por los vientos del suroeste, ya que las restantes nubes suelen ser detenidas por las cordilleras que se cruzan en su camino, principalmente por la Cantábrica y el sistema Central. Por otra parte, las tormentas suelen predominar en verano y las nevadas o el granizo no son frecuentes. Más frecuente es el fenómeno meteorológico de la niebla, especialmente desde que se construyeron las presas que dieron lugar a los embalses de Picote, Bemposta y Almendra, todas ellas rodeando el término municipal de Fermoselle.
| Parámetros climáticos promedio de Fermoselle | Parámetros climáticos promedio de Fermoselle | Parámetros climáticos promedio de Fermoselle | Parámetros climáticos promedio de Fermoselle | Parámetros climáticos promedio de Fermoselle | Parámetros climáticos promedio de Fermoselle | Parámetros climáticos promedio de Fermoselle | Parámetros climáticos promedio de Fermoselle | Parámetros climáticos promedio de Fermoselle | Parámetros climáticos promedio de Fermoselle | Parámetros climáticos promedio de Fermoselle | Parámetros climáticos promedio de Fermoselle | Parámetros climáticos promedio de Fermoselle | Parámetros climáticos promedio de Fermoselle |
| Mes                                          | Ene.                                         | Feb.                                         | Mar.                                         | Abr.                                         | May.                                         | Jun.                                         | Jul.                                         | Ago.                                         | Sep.                                         | Oct.                                         | Nov.                                         | Dic.                                         | Anual                                        |
| -------------------------------------------- | -------------------------------------------- | -------------------------------------------- | -------------------------------------------- | -------------------------------------------- | -------------------------------------------- | -------------------------------------------- | -------------------------------------------- | -------------------------------------------- | -------------------------------------------- | -------------------------------------------- | -------------------------------------------- | -------------------------------------------- | -------------------------------------------- |
| Temp. media (°C)                             | 4.1                                          | 5.8                                          | 8.5                                          | 11                                           | 14                                           | 18.4                                         | 21.4                                         | 21.4                                         | 17.9                                         | 12.8                                         | 7.9                                          | 4.7                                          | 12.3                                         |
| Precipitación total (mm)                     | 69                                           | 62                                           | 49                                           | 47                                           | 53                                           | 34                                           | 11                                           | 10                                           | 35                                           | 58                                           | 72                                           | 74                                           | 574                                          |
| Fuente: Climate-data.org                     |                                              |                                              |                                              |                                              |                                              |                                              |                                              |                                              |                                              |                                              |                                              |                                              |                                              |

### Fauna
El entorno natural es maravilloso al disponer de una naturaleza agreste que forma parte del parque natural de Arribes del Duero que contiene una variada fauna compuesta de milanos negros, águilas reales, águilas perdiceras, buitres leonados, alimoches, halcones peregrinos, búhos reales, jabalíes, nutrias, murciélagos, lagartos ocelados, lagartijas colirrojas, culebras bastardas, conocidas en la zona como bastardos, culebras de escalera, jinetas, duruncillas, turones, corzos, conejos, liebres, perdices, palomas bravías, palomas torcaces, cernícalos, zorros, tejones... en definitiva, una gran variedad de especies de difícil enumeración

### Flora
Asimismo, la vegetación predominantemente mediterránea, pero con ciertos rasgos de climas atlánticos es muy rica, con especies como encinas, robles, enebros, olivos, vides, infinidad de árboles frutales, matorral, jara, en algunos valles incluso helechos, cantueso, cicutas, escobas, diferentes especies de retama, etc.

### Espacios naturales
El término municipal tiene parajes realmente espectaculares debido a su situación en plenos Arribes del Duero y del Tormes. En su término desemboca el río Tormes en el río Duero, en una zona conocida como Ambasaguas, correspondiendo la otra orilla del pueblo salmantino de Villarino, también el puente de la Cicutina en el Tormes donde se ha habilitado una zona de baño cercana a unos molinos.
En el pago de Cordero se encuentra la legendaria cueva del Buraco del Diablo, que alcanza en algunas zonas los 14 m de altura, encontrándose en su interior una colonia de murciélagos cada vez más mermada; también cercanas algunas cascadas en épocas de lluvia, y numerosas rutas de senderismo por todos los arribanzos.
Otro atractivo son la presa y el embalse de Almendra y la presa y el embalse de Bemposta, a los cuales se puede acceder por carretera.

## Historia

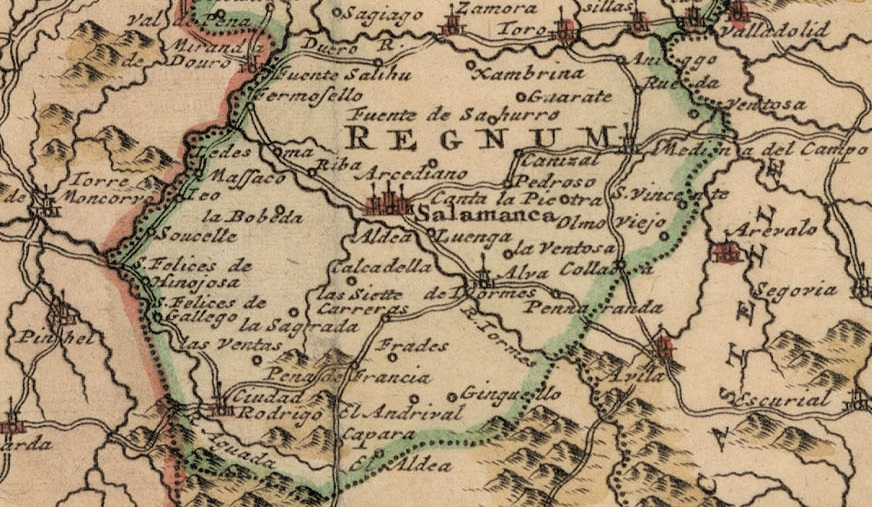
Detalle del mapa Nouvelle Carte d'Asturie, Galice et Leon, de principios del, en que se puede observar Fermoselle

La villa de Fermoselle data hacia atrás en el tiempo más de dos milenios a la época romana y prerromana. Las características topográficas de esta villa denotan estar poblada desde los tiempos más remotos, como prueba el ara druídica de tiempos celtas que nos muestra Cesáreo Fernández Duro en su obra Historia de Zamora y Sus Provincias o como evidencian las hachas de piedra encontradas, lo que hace suponerla ciudad prerromana (Ángel Cruz y Martín, El Romano Zamorano, Fernández Duro).
Hay diversos datos, muy antiguos, que se conocen sobre la población de la villa de Fermoselle y que van dejando las huellas de su longeva antigüedad. Entre ellos, algunos son documentos y otros, son datos históricos visibles que se muestran a través de la materialización de emblemáticas edificaciones históricas las cuales evidencian la gran capacidad de esta villa de absorber la historia y convertirla en parte de ella. Entre estas indelebles huellas históricas que marcan el largo pasar del tiempo están fuentes romanas, ermitas con perfiles arquitectónicos los cuales incluyen estelas romanas sepulcrales empleadas como materiales de construcción en los muros de la ermita del Cristo del Pino llegando afirmar renombrados historiadores (Ceán Bermúdez) como pruebas claras de haber sido esta población la Ocellum Durii, Ocella u Ocila:

«Fermoselle, villa del reino de León en la provincia de Zamora, confinando con Portugal, cerca del Duero, donde se le junta el Tormes. Fue conocida en tiempo de los romanos con el nombre Ocellum Durii, Ocella y Ocila, en la región de los caliacos.»
Sumario de las antigüedades romanas que hay en España

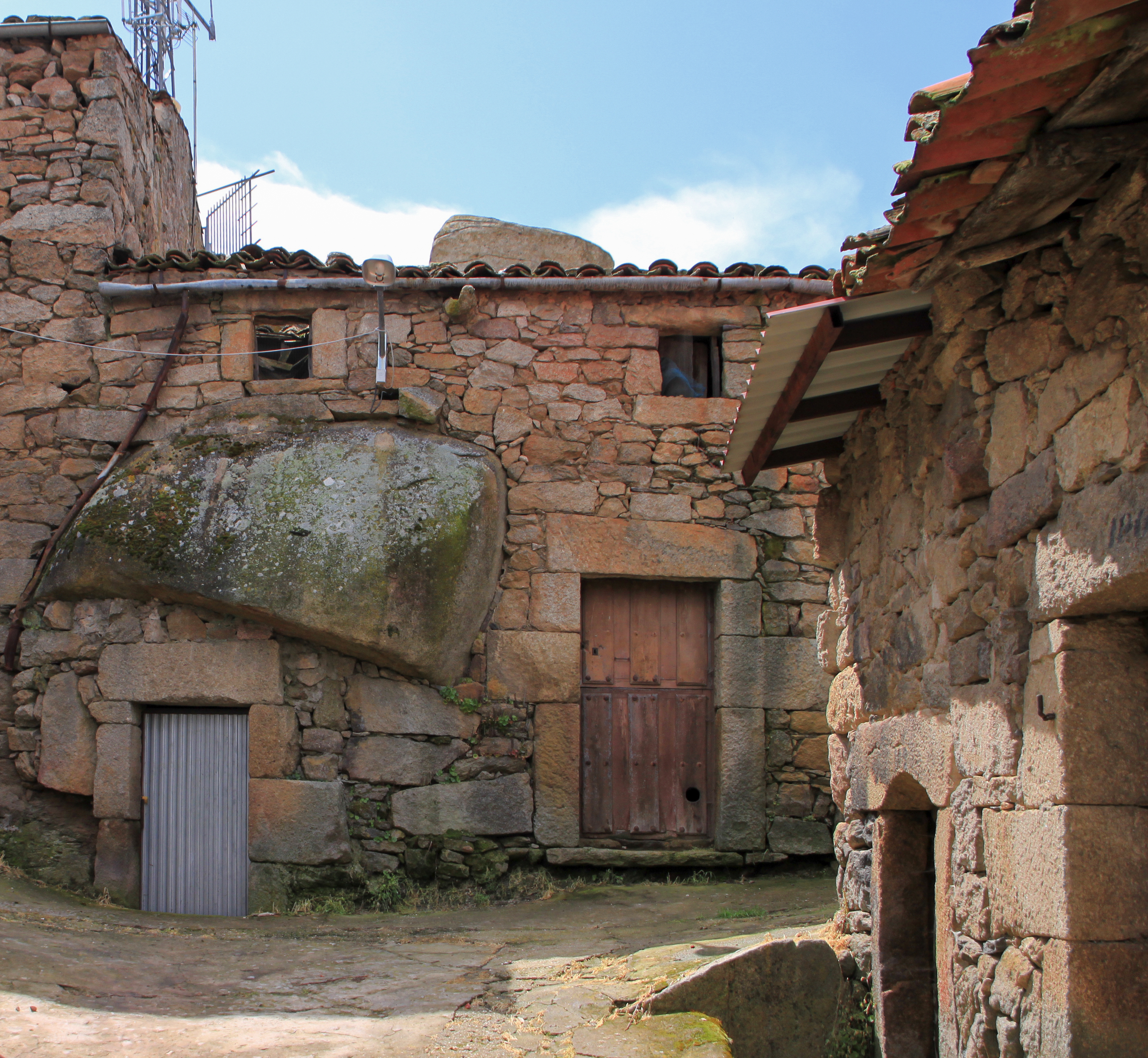
Típica construcción fermosellana, en la calle del Torrejón. Encima se sitúa el mirador de El Torojón

Consta que en diciembre de 1205, estando Alfonso IX de León en tierras salmantinas, concedió a la diócesis de Zamora y a su obispo Martín y sucesores «todo lo que al rey pertenecía en la villa de Sayago llamada Fermoselle, territorio de Zamora, con su castillo y pertenencias, excepto los doce postores sujetos al fuero del concejo de Zamora», y que supuso la implantación de un nuevo señorío diocesano sobre esta villa, hasta entonces sometida solo a la potestad del monarca. El Señorío de Fermoselle estaba formado por la propia Villa de Fermoselle y tres aldeas: Pinilla de Fermoselle, Fornillos de Fermoselle y Cibanal, las cuales a su vez conformaban en lo eclesiástico la Vicaría de Fermoselle.
El monarca tuvo que tener poderosas razones para mantener en Fermoselle una dualidad legal, consistente en el régimen común del concejo de la villa y en el estatuto particular para los doce postores concertados con el concejo de Zamora. Situación que enseguida dio lugar a posiciones antagónicas que quebraron la unidad ciudadana e hicieron sumamente difícil al prelado el gobierno común e incluso le impidió ejercer su potestad legisladora.

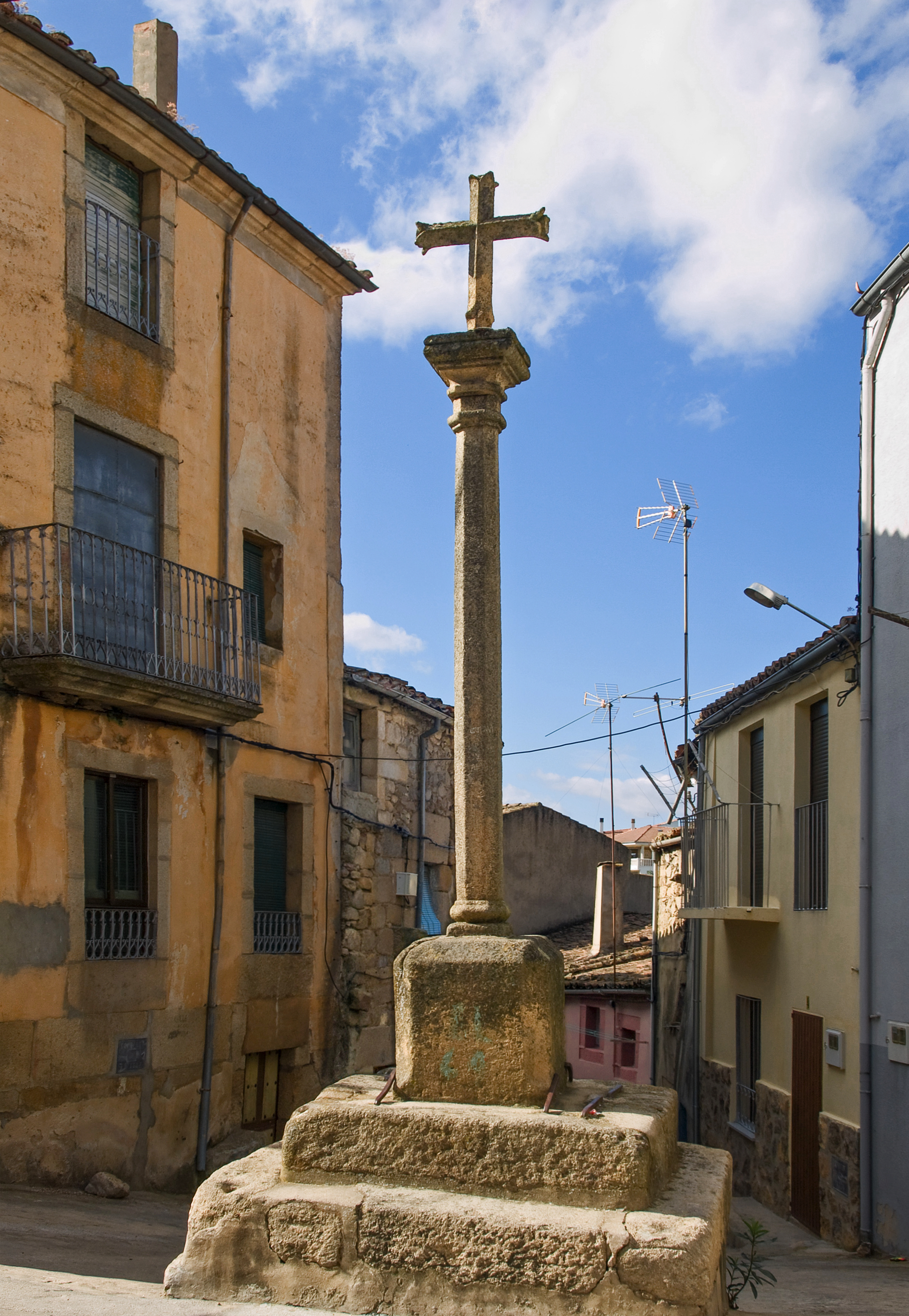
Crucero de Fermoselle

Durante la Edad Moderna, Fermoselle estuvo integrado en el partido de Sayago de la provincia de Zamora, tal y como reflejaba en 1773 Tomás López en Mapa de la Provincia de Zamora. En esta época, en el siglo XVI, su fortaleza fue plaza fuerte en la guerra de las Comunidades y bastión frente a la vecina Portugal, llegando a ser tomado durante la guerra de Restauración portuguesa por las tropas portuguesas en 1654. Asimismo, en 1557, a mediados del siglo XVI, existieron minas de hierro en las cercanías de la localidad.
Ya en la Edad Contemporánea, al reestructurarse las provincias y crearse las actuales en 1833, Fermoselle fue encuadrado en la provincia de Zamora, dentro de la Región Leonesa, integrándose en 1834 en el partido judicial de Bermillo de Sayago, dependencia que se prolongó hasta 1983, cuando fue suprimido el mismo e integrado en el Partido Judicial de Zamora.

### Carta foral de Fermoselle
El 16 de febrero de 1221, estando Alfonso IX en Fariza acompañado de sus hijas Sancha y Dulce, dio al concejo de Fermoselle una carta foral con que habría de regirse todo el vecindario, excepto los doce postores de esta localidad que continuarían rigiéndose bajo el fuero del concejo de la ciudad de Zamora.
La finalidad de esta carta fue la de favorecer a esta villa de carácter fronterizo y, de paso, agradecer los servicios que esta comunidad le había prestado. Su contenido consiste en un sucinto texto de cuatro brevísimas reglas, siendo la segunda de las mismas la que convalidó, dentro del concejo, la situación que desde 1205 disfrutaban el grupo de 12 vecinos, a los que llamaban postores, que continuaban ligados directamente al concejo de Zamora en los impuestos de colecta y en los servicios generales de fonsado y de hueste, excluyéndose cualquiera otra carga o prestación.
Cada uno de estos vecinos o postores del concejo era gravado en el censo anual con un maravedí, por el concepto de pedido, que se computaba desde Pascua a Pascual. Además, todos ellos tenían que salir en servicio de huestes con el rey cuando éste o sus sucesores dirigiesen el ejército contra Portugal, sin estar sin embargo obligados a participar en expediciones contra otros lugares, en las cuales era precisamente el grupo de los doce postores quien realizaba el servicio de fonsado, que prestaba con el concejo de Zamora.
La tercera regla, ya en materia penal, se remitía a lo que en estos asuntos establecía el Fuero de Zamora, tanto en lo referente a tablas punitivas, como a la sustancia y forma de estos procesos.

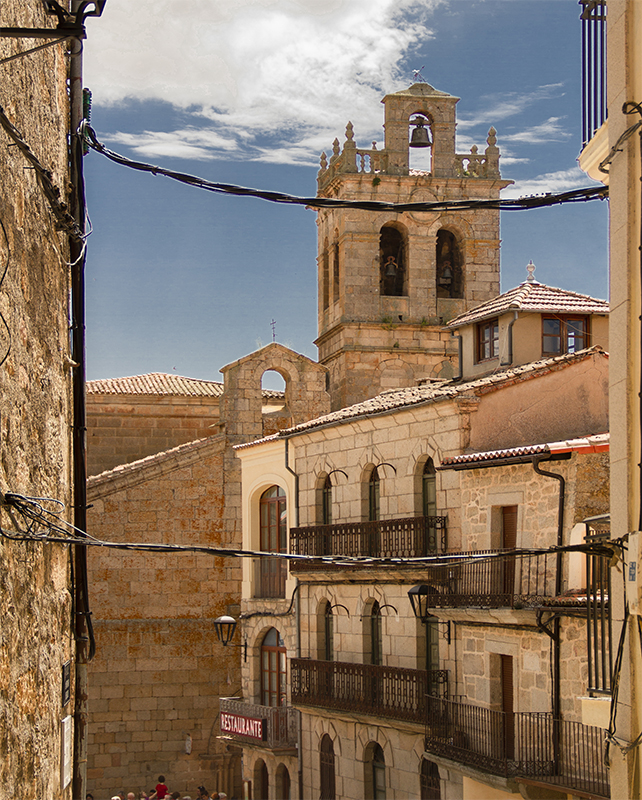
Vista de la plaza y la iglesia desde la calle Rincón del Castillo

Con posterioridad, esta reglamentación sería confirmada dos veces, la primera por Fernando III el Santo el 23 de abril de 1234 y la segunda por Alfonso X el 12 de agosto de 1255, manteniéndose sin interrupción hasta que por documento fechado el último domingo de mayo de 1256 en Zamora, el concejo de la ciudad, en razón de haber sido informado de que Alfonso IX había otorgado al obispo Suero de Zamora todos los derechos a él pertenecientes en Fermoselle, y queriendo coadyuvar al citado monarca, cedía perpetuamente al propio obispo y a sus sucesores el derecho que venía ejerciendo sobre los doce postores de Fermoselle adscritos al común vecinal de la ciudad, con cuales quiera otros que pudiera pertenecerle en la villa, salvo el percibo de la tercia concejil, llamada de la fábrica, y el de yantar que el concejo de la villa daba a los junteros cuando acudían a la asamblea de la ciudad.
Curiosamente, el obispo Suero y otros obispos suscriben dos documentos en interés de la diócesis de Zamora, el primero es laudo fechado en Sevilla el 13 de enero de 1260 para certificar la existencia de la antes citada carta, no abolida ni viciada, de 17 de diciembre de 1205 del rey Alfonso IX de León. Con idénticas miras se fechó el 21 de diciembre de 1260, desde Sevilla, nuevo documento por el que lo obispos certificaban la autenticidad del documento de 28 de mayo de 1256 por el que el concejo de Zamora cedió al obispo Suero todos sus derechos sobre Fermoselle. Ambos documentos sugieren la sospecha de graves motivos relacionados con el señorío de Fermoselle, que no tardaron en quedar al descubierto, como se puso de manifiesto mediante instrumento expedido por el monarca, Alfonso X, en Sevilla el 7 de marzo de 1261, en el que se expone que el obispo zamorano se había querellado ante el rey contra el concejo de Zamora, alegando que este se había presentado en la villa de Fermoselle.

«que dezía que fueron a la villa de Fremoselle con senna tendida et con conçeio pregonado, tan bien de villa como de aldeas que el obispo tenía de iur et de poder, et ge la entraron por la fuerça et lo desapoderaron della et quel echaron ende sos omnes, clérigos et legos, que hy tenía, et que metieron hy juyzes de so mano et que dessondraron a los juyzes que hy pusiera el obispo que non judgassen; et quel derribaron sos casas de morada que hy feziera et que ge las quemaron et quel despendieron et destruyron so pan et so vino et otras cosas muchas que el obispo hy tenía et quel cortaron arvores que avía en esta villa sobredicha de Fremoselle.»

El monarca, a la vista de los hechos emplazó a que ambas partes compareciesen ante él, situación que fue aprovechada por los procuradores del cabildo para pedir que les fuera entregada la villa, de la que habían sido desposeídos y se mandase al concejo que corrigiera y enmendara según derecho «todos los otros tributos et todos los otros dannos que recebiera en la sobre dicha villa por el conçeio de Çamora».

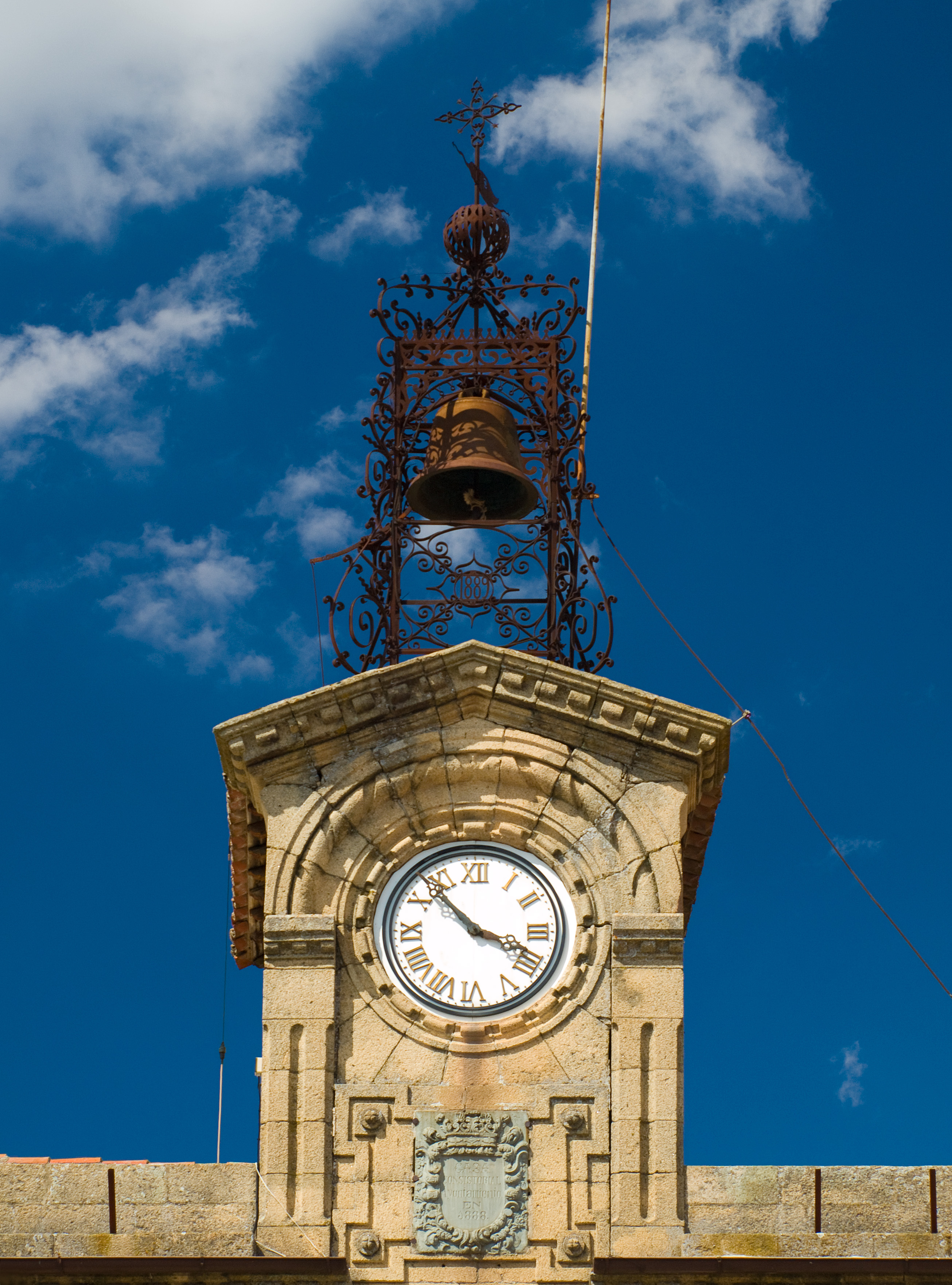
Detalle de la torre del reloj del ayuntamiento y de la campana torera, con la que se tocaba a concejo en la villa

Escuchadas las partes, el rey emitió falló favorable a las pretensiones diocesanas, admitiendo como suficientemente probados los hechos acaecidos según la versión del cabildo, ordenando en consecuencia que la villa de Fermoselle le fuera entregada al obispo de Zamora o a quien él designase, tal como la tenían antes de entrar el concejo en ella, comisionando al efecto a Pedro Guillermo de Salamanca, alcalde del rey, y en su defecto a Esteban de Gárate y a Pedro Bermúdez, juez de Zamora. Se mandaba igualmente que el concejo indemnizara al obispo por el valor de los inmuebles derribados o menoscabados, por el triple de su valor fueran pagados los daños causados en el pan, vino, cubas o cualquier otro bien y, por último, que los árboles talados o destruidos debían pagarse «por cada un arvor segunt que manda el fuero de Çamora». Para ello se estableció que dicho precio debía de ser satisfecho en el plazo de cuarenta días desde la fecha de la tasación, duplicándose el valor si el desembolso no se hiciera en dicho plazo.
Finalmente, mediante documento fechado en Zamora el 18 de abril del mismo año 1261, se informa del requerimiento final de pago que en ejecución del mandato real realizaron los antes comisionados que consignaron que los daños ocasionados en los inmuebles ascendían a 400 maravedíes y el comentario de que se «salva la piedra e la madeyra que hy stá, que se fica para lo bispo», 12 maravedíes por las pérdidas en grano, vino y otras cosas menudas y, finalmente, se contabilizaron 65 árboles cortados y destruidos.

### Calzada de Zamora
La calzada de Zamora o de Fermoselle, según el punto que se elija de partida, es una vía de comunicación que une a ambas poblaciones al menos desde la época romana, existiendo en la actualidad dos hipótesis sobre lo que sería su trazado original por las tierras de la comarca de Sayago.
Partiendo de Zamora, su inicio comenzaba tras atravesar el caudaloso río Duero por el primitivo puente del que todavía son visibles algunos pocos restos y que se localiza aguas abajo del puente románico medieval. El camino seguía por el barrio de San Frontis a través del prado de Rabiche y los Pozos de la Nieve, que todavía se mantienen enteros, aunque sin uso. Su trazado sigue por Los Llanos, la dehesa de Valcamín, el puente de Judiez hasta llegar a Pereruela, para continuar posteriormente existir, según los historiadores, dos posibles opciones:

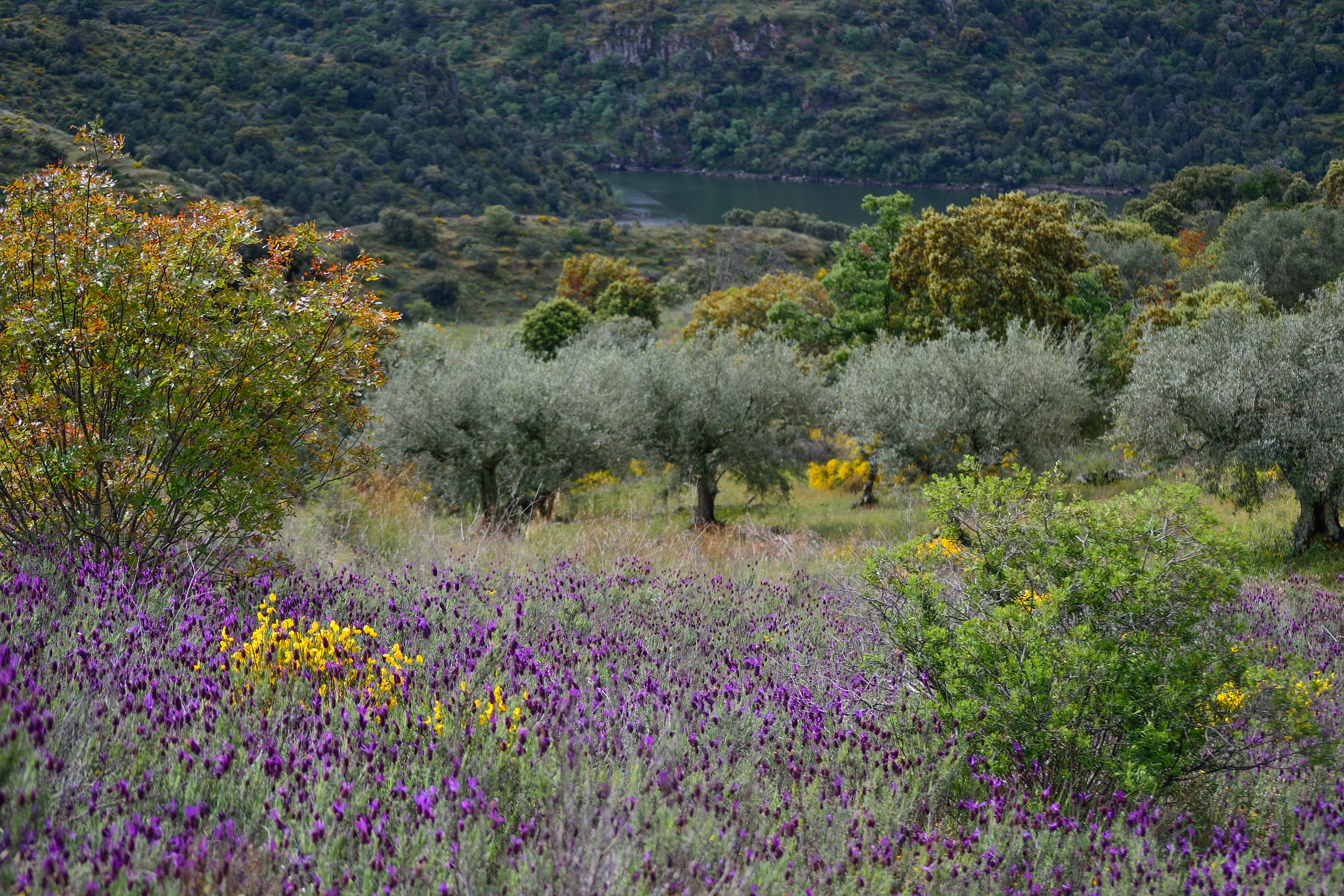
Olivos en el paraje de El Piélago, en los arribes del Duero

- La primera, situada más al norte, seguiría la denominada Calzada de Miranda, La Calzada o Camino de la Calzada, que pasaba por Arcillo, Fresnadillo, Villamor de la Ladre, Muga de Sayago, Formariz y Cibanal y finalmente Fermoselle. Un ramal atravesaba el Tormes por barca, para dirigirse hacia la población salmantina de Barruecopardo. De este trayecto referido merece especial referencia el puente de Las Urrietas y el de La Albañeza, el primero situado en la rivera de Sobradillo, entre Pereruela y Arcillo, próximo a la fuente del mismo nombre. El segundo, el de La Albañeza, se encuentra en la rivera de Fadoncino, en la dehesa de su mismo nombre y término municipal.
- La segunda, situada más al sur, coincidente mayoritariamente con la actual CL-527, aunque su traza es atribuida por algunos entendido a la época tardía medieval. Desde Pereruela continuaba por puente Quebrada, Bárate, puente de Sogo, Fadón, Bermillo, Pasariegos, Cibanal para concluir en Puerta de Zamora en la calle de Arriba, hoy Requejo, de Fermoselle. De esta opción, merecen citarse el puente de Sogo, los restos de calzada romana en las proximidades de Cibanal y algunos vestigios en Fermoselle.

Esta doble opción fue, junto con la travesía del Duero en barca, serían la principal vía de comunicación de Fermoselle, aunque también hay opiniones solventes que informan de un camino que venía por la otra orilla del Duero, hoy perteneciente a Portugal.

## Demografía
Fermoselle cuenta con una población de 1149 habitantes (INE 2024).
| Gráfica de evolución demográfica de Fermoselle entre 1842 y 2021                                                    |
| |
| Población de derecho según los censos de población del INE Población de hecho según los censos de población del INE |

## Economía
La economía de Fermoselle ha estado influenciada desde tiempos inmemorables por las características de su suelo -con abundante presencia de pizarra y buena capacidad para retener humedad- y por la existencia del microclima favorable de los Arribes. La combinación de ambos factores fue aprovechada por los fermosellanos para sacar de la tierra productos muy apreciados por su extraordinaria calidad. Entre ellos destaca el aceite de oliva o el conocido vino de Fermoselle, este último actualmente integrado en la Denominación de Origen Arribes del Duero. Además en estas tierras es frecuente la presencia de campos de frutales, en los que durante siglos se han obtenido las deliciosas peras de Fermoselle, junto a una extensa gama de productos hortofrutícolas, todos muy demandados en las localidades de su entorno, y que el fermosellano se encargó de comercializar.
La economía de Fermoselle ha estado y está estrechamente relacionada con la cultura del vino. La vitivinicultura en esta villa tiene además la originalidad de ser una de las pocas localidades en las que se produce una variedad de uva tinta autóctona, a la que aquí se ha llamado Juan García, pero que también se conoce como malvasía negra en algunos municipios del norte de la provincia de Salamanca y como negra en algunos pueblos del arribe portugués. Esta es una variedad que se caracteriza por ser delicada hasta la fase de vendimia, pero que como recompensa produce, como producto final, un vino equilibrado y especialmente dotado para la crianza. No existen referencias bibliográficas sobre su origen, aunque se conoce que su cultivo es muy antiguo en los arribes del Duero. La creencia popular le asigna su origen en la Borgoña francesa, de la que supuestamente fue traída a finales del siglo XI por Raimundo de Borgoña, noble francés que también introdujo la dinastía de Borgoña en el reino de León al haberse casado con la primogénita del rey Alfonso VI de León, la infanta y después reina Urraca I de León. Esta uva es una variedad que aporta un alto valor específico a los arribes, al conseguirse gracias a ella que se elaboren y comercialicen en España vinos diferenciados de primer nivel, ya que no se producen con la clásica variedad de tempranillo. La Juan García es por tanto una variedad de uva vinífera tinta española que aporta a sus vinos un punto de distinción, autenticidad y originalidad.

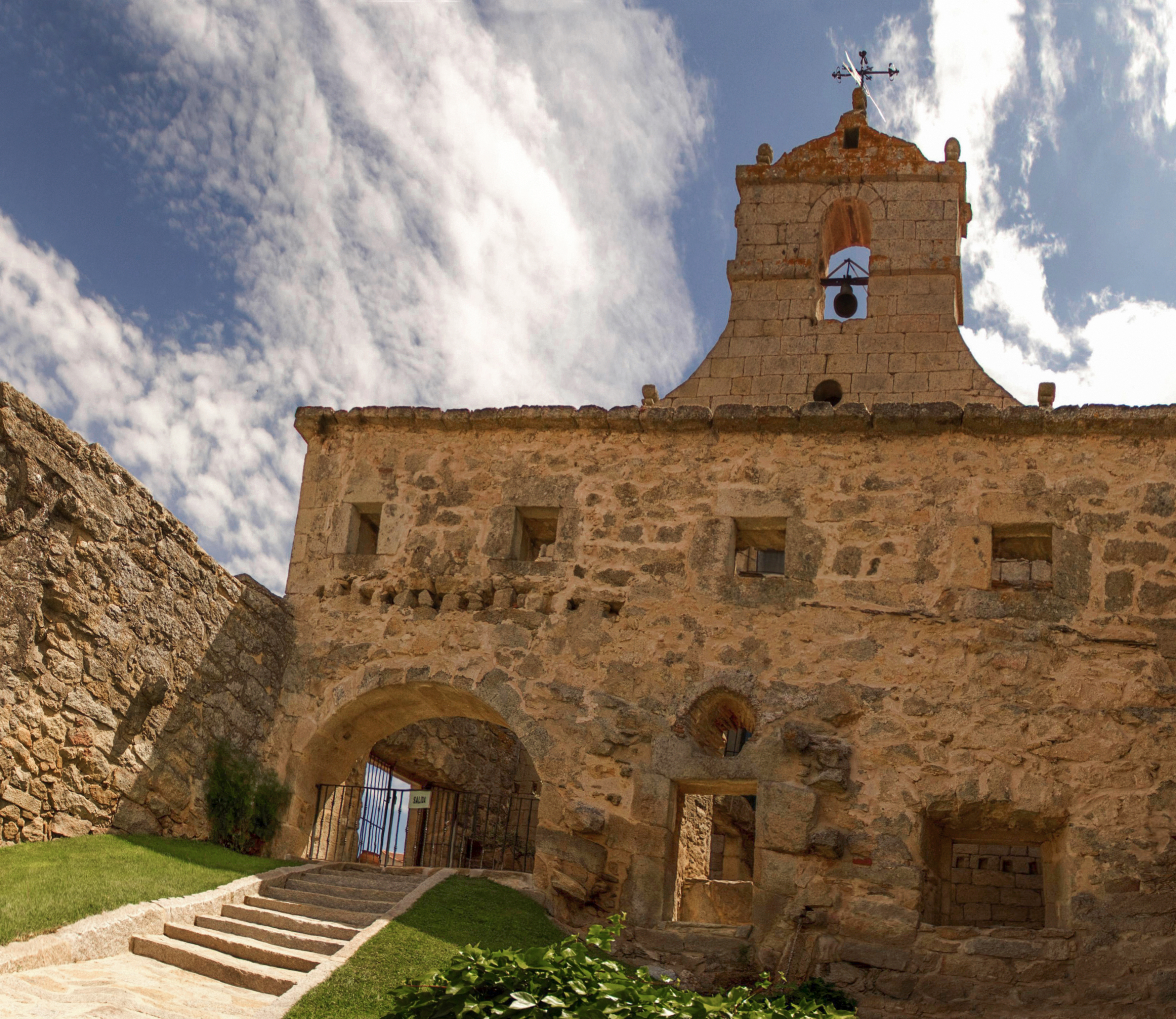
Fachada del Convento de San Francisco, actual casa del parque natural de Arribes del Duero en su parte zamorana

## Símbolos
El escudo y la bandera que representa al municipio de Fermoselle, fue aprobado en 1999 por acuerdo de la comisión de Gobierno de la Diputación de Zamora y fue blasonado de la siguiente forma:

### Escudo
«Escudo: de plata, castillo de gules mazonado de sable, y aclarado de azur; en punta ondas de azur y plata; al timbre, corona real cerrada»
Boletín Oficial de Castilla y León nº 103 de 1 de junio de 1999

### Bandera
«Bandera: rectangular de proporciones 2.3, formada por dos franjas horizontales, en proporciones 3/4 y 1/4, siendo blanca con castillo rojo aclarado de azur la superior y azul la inferior»
Boletín Oficial de Castilla y León nº 103 de 1 de junio de 1999

## Administración y política

### Gobierno municipal
| Periodo   | Nombre                       | Partido | Partido                                             |
| --------- | ---------------------------- | ------- | --------------------------------------------------- |
| 1979-1979 | Ángel Matos Lozano           |         | Unión de Centro Democrático (UCD)                   |
| 1979-1981 | Paulino Guerra Robles        |         | Unión de Centro Democrático (UCD)                   |
| 1981-1983 | Hermenegildo Piriz Nieto     |         | Unión de Centro Democrático (UCD)                   |
| 1983-1987 | Hermenegildo Piriz Nieto     |         | Partido Demócrata Liberal (PDL)                     |
| 1987-1991 | Raúl Garrido Seisdedos       |         | Partido Demócrata Popular (PDP)                     |
| 1991-1992 | Valentín Ramos Victoriano    |         | Partido Socialista Obrero Español (PSOE)            |
| 1992-1995 | Manuel Luelmo Díez           |         | Centro Democrático y Social (CDS)                   |
| 1995-2011 | Manuel Luelmo Díez           |         | Partido Popular (PP)                                |
| 2011-2019 | Alejandro Fermoselle Berdión |         | Partido Popular (PP)                                |
| 2019-2023 | José Manuel Pilo Vicente     |         | Agrupación Independiente Fermoselle Atrévete (AIFA) |

| Partido político                                          | 2023  | 2023  | 2023       | 2019  | 2019  | 2019       | 2015  | 2015  | 2015       | 2011  | 2011  | 2011       | 2007  | 2007  | 2007       | 2003  | 2003  | 2003       |
| Partido político                                          | %     | Votos | Concejales | %     | Votos | Concejales | %     | Votos | Concejales | %     | Votos | Concejales | %     | Votos | Concejales | %     | Votos | Concejales |
| Zamora Sí (ZSi)                                           | 67,21 | 529   | 7          | —     | —     | —          | —     | —     | —          | —     | —     | —          | —     | —     | —          | —     | —     | —          |
| Partido Popular (PP)                                      | 16,31 | 129   | 1          | 36,78 | 324   | 4          | 52,40 | 469   | 5          | 54,41 | 568   | 5          | 63,55 | 699   | 6          | 61,40 | 765   | 6          |
| Futuro (F)                                                | 11,81 | 93    | 1          | —     | —     | —          | —     | —     | —          | —     | —     | —          | —     | —     | —          | —     | —     | —          |
| Partido Socialista Obrero Español (PSOE)                  | 1,39  | 11    | 0          | 3,75  | 33    | 0          | 29,50 | 264   | 3          | 22,22 | 232   | 2          | 33,55 | 369   | 3          | 25,84 | 322   | 2          |
| Agrupación Independiente Fermoselle Atrévete (AIFA)       | —     | —     | —          | 54,71 | 482   | 5          | —     | —     | —          | —     | —     | —          | —     | —     | —          | —     | —     | —          |
| Ciudadanos (CS)                                           | —     | —     | —          | 4,20  | 37    | 0          | 16,65 | 149   | 1          | —     | —     | —          | —     | —     | —          | —     | —     | —          |
| Unión del Pueblo Leonés (UPL)                             | —     | —     | —          | —     | —     | —          | —     | —     | —          | 11,49 | 120   | 1          | —     | —     | —          | 11,32 | 141   | 1          |
| Agrupación de Electores Independientes Zamoranos (ADEIZA) | —     | —     | —          | —     | —     | —          | —     | —     | —          | 11,02 | 115   | 1          | 1     | 11    | 0          | —     | —     | —          |

El alcalde de Fermoselle lo es sin dedicación exclusiva, lo que quiere decir que compatibiliza la alcaldía con otros trabajos, y cobra 960 euros en concepto de asistencia a reuniones (2017).

#### Evolución de la deuda viva municipal
El concepto de deuda viva contempla solo las deudas con cajas y bancos relativas a créditos financieros, valores de renta fija y préstamos o créditos transferidos a terceros, excluyéndose, por tanto, la deuda comercial.
| Gráfica de evolución de la deuda viva del Ayuntamiento entre 2008 y 2023                             |
| |
| Deuda viva del Ayuntamiento de Fermoselle, en miles de euros, según datos del Ministerio de Hacienda |

### Elecciones autonómicas
| Partido político                                     | 2022  | 2022 | 2022 |
| Partido político                                     | Votos | %    |      |
| Partido Popular (PP)                                 | 237   | 42,2 |      |
| Partido Socialista Obrero Español (PSOE)             | 152   | 27,1 |      |
| Vox                                                  | 123   | 21,9 |      |
| Ciudadanos-Partido de la Ciudadanía (Cs)             | 16    | 2,9  |      |
| Unión del Pueblo Leonés (UPL)                        | 10    | 1,8  |      |
| Por Zamora                                           | 6     | 1,1  |      |
| Zamora Decide                                        | 6     | 1,1  |      |
| Podemos-IU                                           | 3     | 0,5  |      |
| Partido Animalista Contra el Maltrato Animal (PACMA) | 3     | 0,5  |      |
| Partido Regionalista del País Leonés (PREPAL)        | 2     | 0,4  |      |
| Partido Castellano-Tierra Comunera (PCAS-TC)         | 0     | 0,0  |      |

### Turismo
Fermoselle es uno de los balcones del arribes del Duero, paraíso natural y para algunos su capital natural, además de una de las localidades preferidas por Miguel de Unamuno para dejarse ir en total esparcimiento, lo cual provoca la inspiración afilada y muchas veces requerida para triunfar en cualquier aspecto de la vida. Hoy día, Fermoselle, además del vino y el olivo, está desarrollando una notable actividad en el sector del turismo, renglón de un futuro económico seguro y perdurable y hacia esa meta han desarrollado una diversidad de ofrecimientos de hospederías y de recreaciones turísticas asequibles económicamente a los diferentes niveles de explotación y al alcance de parte del turista consumidor.
En Fermoselle se encuentra situada una de las dos casas del parque natural de Arribes del Duero (la otra se sitúa en Sobradillo). Se establece en el convento de San Francisco que data de 1730. Para albergar la casa del parque se tuvo que realizar una respetuosa rehabilitación conservando la estructura original del edificio.

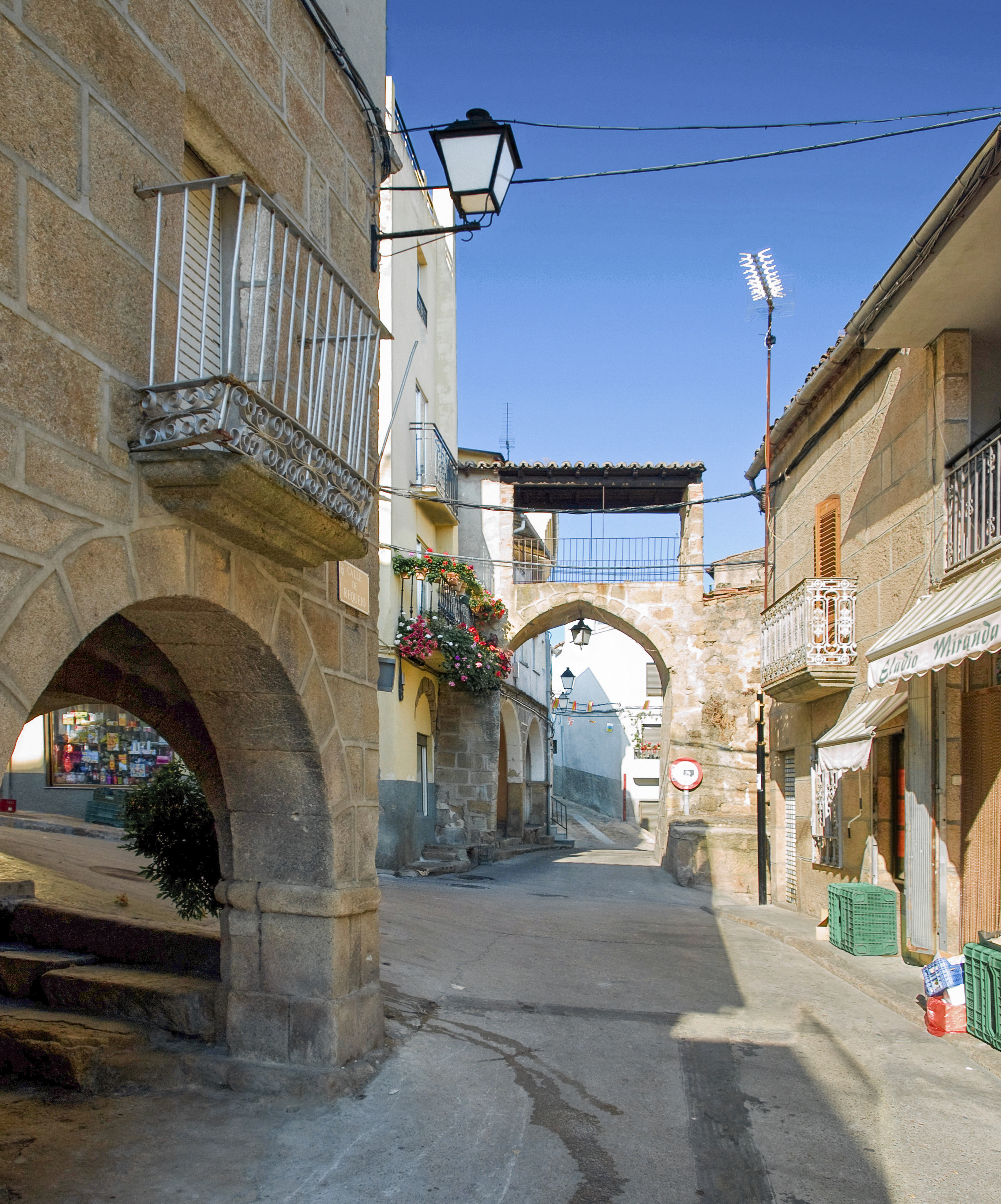
El Arco de la calle Requejo es la única puerta que se conserva de la muralla de la villa

## Monumentos y lugares de interés

### La villa
La villa ha sido declarada conjunto histórico-artístico el 24/10/1974 (fecha del BOE: 14/11/1974). El interior de la villa destaca por sus quebradas, estrechas y empinadas sendas. Las calles se deslizan tortuosas entre edificaciones que han mantenido el sabor popular, y se han levantado en armonía con su paisaje, sobre la roca granítica que como es casi imposible de horadar, se incorpora a las construcciones. Las calles, de evocadores nombres: el Guapo, la Amargura, el Portal o las Tenerías, se enlazan sinuosas, uniéndose en la calle Requejo, la que fuera corazón comercial de la villa. Esta vía, que cruza longitudinalmente el caserío va entrelazando las distintas plazas: la Fontanica, donde la gente iba a por agua, la plaza del Cabildo, junto a la iglesia y finalmente plaza Nueva o la plaza del Ayuntamiento, cogollo de la villa y lugar de celebración de todos sus grandes acontecimientos... hasta corridas de toros ha presenciado. Las calles de la Nogal y el Montón de Tierra, con sus fuertes pendientes y su empedrado típico en perfecta continuidad con las fachadas de las casas, son algunos de los rincones más sugerentes de Fermoselle. En ellas, los arcos de medio punto dejan paso a un entramado laberíntico de bodegas que fueron excavadas con esmero en casi todo el subsuelo de la villa. Es especialmente singular el aprovechamiento que se hace de los materiales rocosos. El granito, que aflora en cualquier parte, es empleado en cimientos y cierres. Varias iglesias y construcciones religiosas se dispersan por el pueblo, emergiendo sobre las ondulaciones del terreno, como la iglesia de Santa Colomba en el barrio del mismo nombre que durante años estuvo completamente separado de la villa antigua, la ermita de la Soledad, rica en detalles arquitectónicos, San Albín, y la Cruz, quizá un santuario precristiano; o la iglesia de Nuestra Señora de la Asunción.

### El castillo

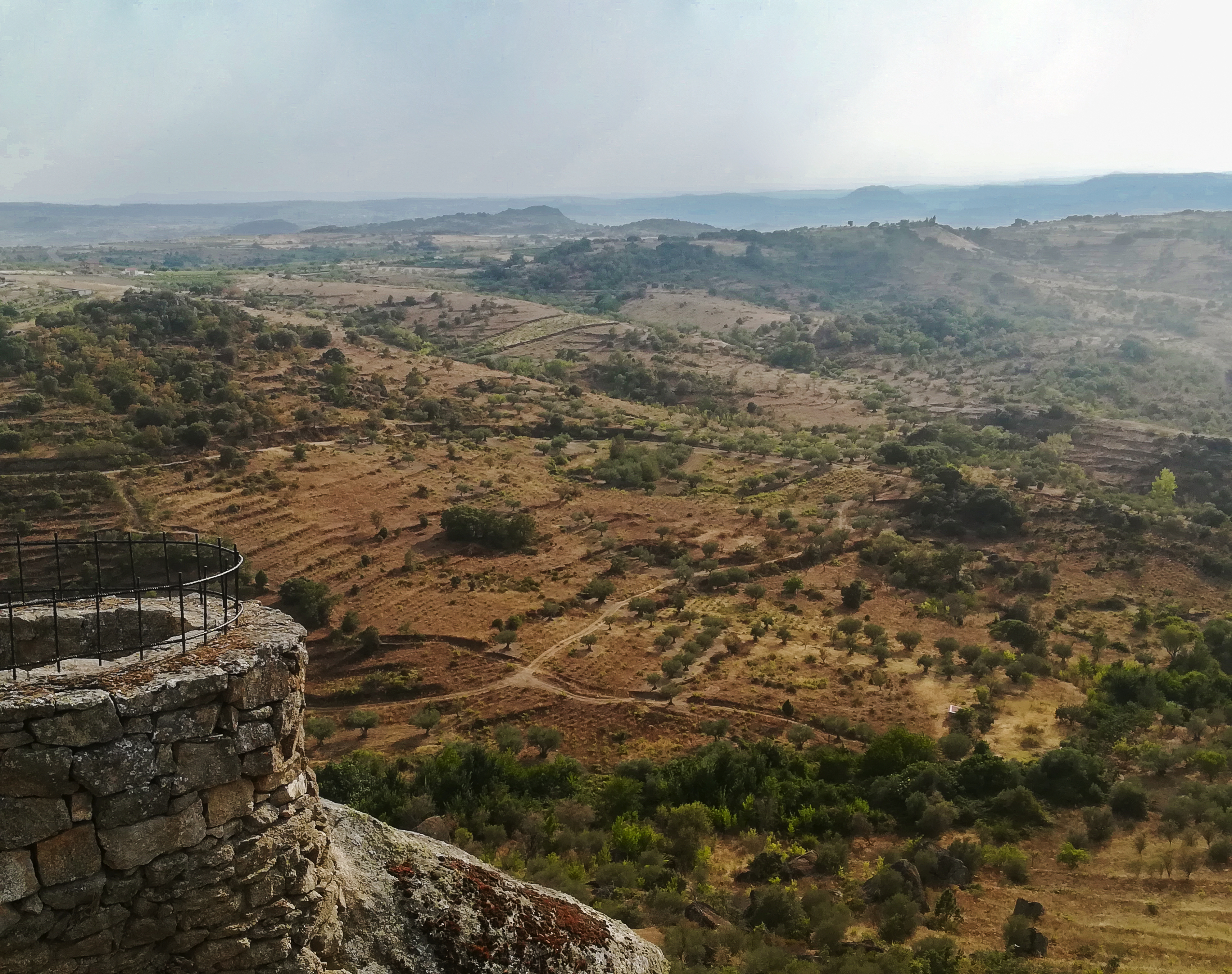
Vista del arribe desde el castillo

El castillo de Doña Urraca ocupa la parte más elevada del peñón sobre el que se asienta la villa, a modo de balcón sobre el río Duero. Fue destruido tras la rebelión comunera por lo que en la actualidad existen escasos restos de la torre del homenaje y algunas de sus antiguas dependencias. Numerosas piedras del castillo fueron reutilizadas en casas, muros y bodegas.

### Iglesia de Nuestra Señora de la Asunción

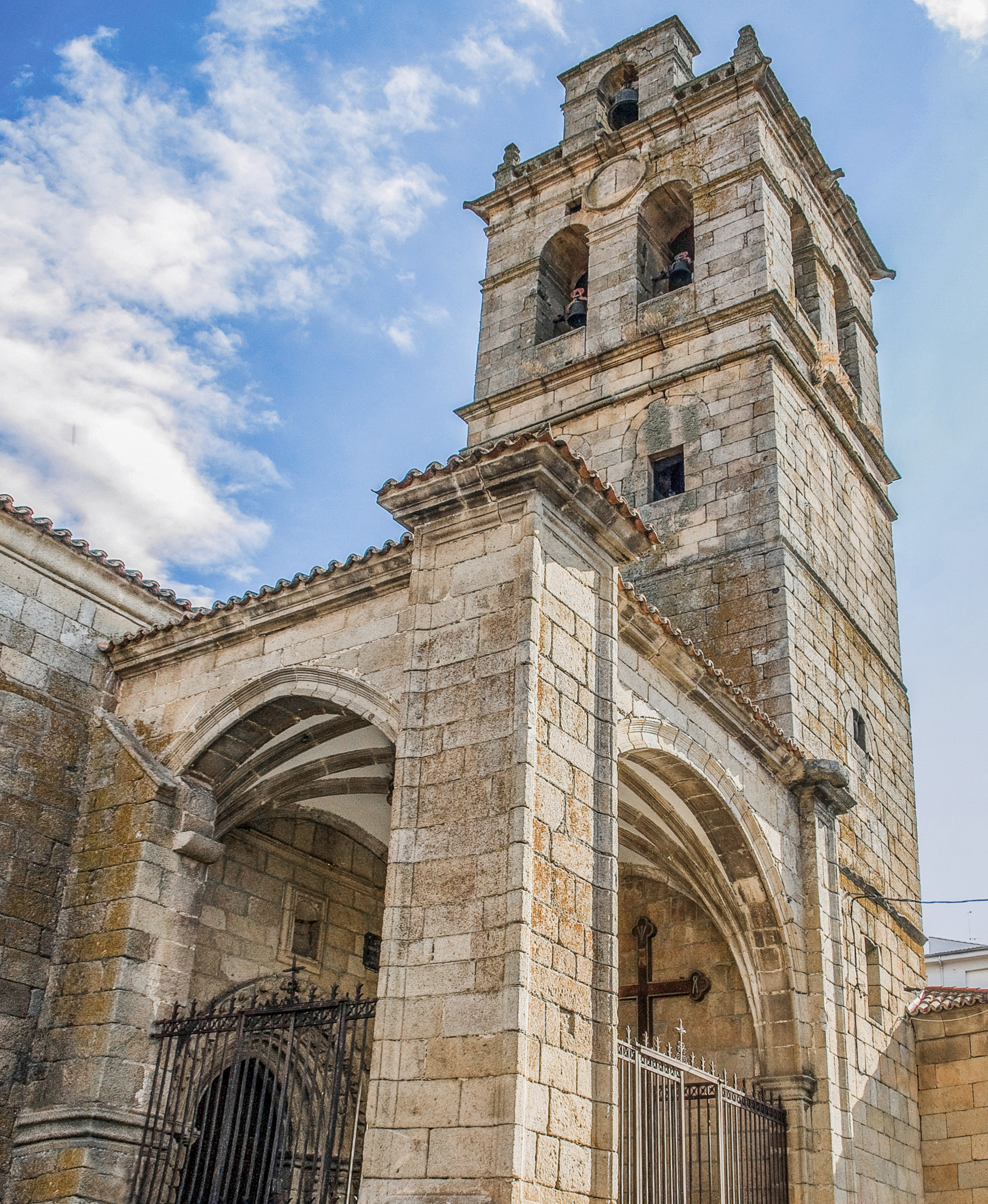
Iglesia de Nª Sra. de la Asunción

La iglesia de Nuestra Señora de la Asunción es una construcción singular, con orígenes en el siglo XIII y estilo románico, que ha sido a lo largo de los tiempos objeto de numerosas transformaciones, conservando elementos y características de interés de cada momento histórico. Destacan las portadas meridional y occidental, de estilo transición románico gótico con interesante decoración escultórica, el atrio, abierto en el lado meridional del siglo XVI y la torre. Su interior también es testigo de las diversas etapas constructivas, de la alteración en el siglo XVI de su planta primitiva, hasta su configuración definitiva en el siglo XVIII, con la construcción de las cubiertas abovedadas y la cúpula de base ovalada sobre pechinas del crucero. Además, conserva un conjunto de bienes muebles y retablos de interés singular, que por su vinculación al inmueble, se incorporan a la declaración de monumento, como partes integrantes, pertenencias o accesorios.
La Dirección General de Bellas Artes y Archivos, por Resolución de 8 de julio de 1983, acordó incoar procedimiento de declaración de monumento histórico artístico a favor de esta iglesia. Con fecha 31 de octubre de 1984 la Real Academia de Bellas Artes de San Fernando, con fecha 23 de mayo de 2013 la Universidad de León y con fecha 17 de julio de 2013 el Instituto de Estudios Zamoranos Florián de Ocampo, informan favorablemente la pretendida declaración. Finalmente, la Junta de Castilla y León adoptó el acuerdo de declararla Bien de Interés Cultural con categoría de monumento el 26 de septiembre de 2013.

### Iglesia de San Juan
Originariamente fue parroquia bajo la advocación de San Juan Bautista. Posteriormente se reconvirtió en ermita y en el siglo XVIII fue parte del convento de frailes franciscanos de la villa. Durante esta última época fue profundamente reformado, motivo por el que actualmente presenta pocos vestigios románicos originales. Tiene una cabecera rectangular, crucero, cúpula y nave única, esta última articulada en tres tramos cubiertos por bóveda de arista y separados por arcos de medio punto sobre pilastras. Se conservan restos de su fábrica románica originaria como en el costado sur de la nave, donde cegado entre sus muros se encuentra la portada original. También son románicos la cabecera —aunque de forma parcial—, el inicio de la nave hacia el crucero y varias hileras de canecillos como los mutilados del lado norte y los todavía visibles del lado meridional. También es de filiación románica el hastial del templo, aunque la espadaña ya es barroca.

### Miradores

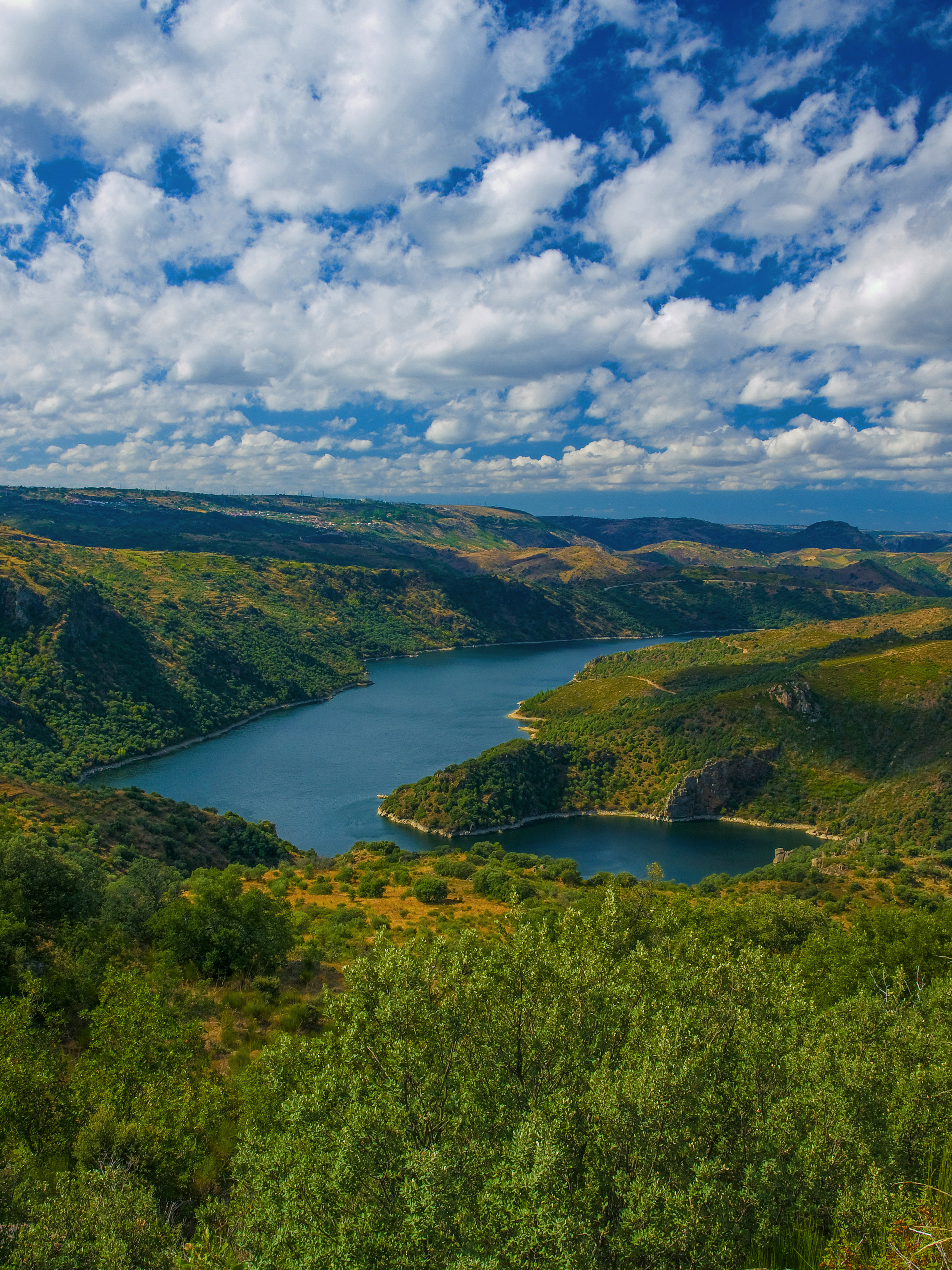
El Duero a su paso por Fermoselle. Visto desde el paraje del mirador de Las Escaleras, en pleno parque natural de Arribes del Duero

En Fermoselle existen varios miradores desde los que se pueden obtener unas amplias vistas panorámicas del Duero y de los arribes.
El mirador del Torrejón o de El Torojón es probablemente el mirador más emblemático de Fermoselle puesto que ofrece una imagen pintoresca del núcleo urbano. Consta de una pequeña explanada desde la se pueden observas amplias vistas del conjunto histórico-artístico de Fermoselle, en el que se destaca la Iglesia de Nuestra Señora de la Asunción junto a la torre del reloj del ayuntamiento, en la plaza mayor, y el cerro donde se asientan los restos del Castillo de Doña Urraca, los arribes al fondo y Portugal. Existen dos accesos, el más común es siguiendo la calle Peñas desde el número 77 puesto que el mirador se encuentra al final de esta calle, en el número 59. El terreno no cuenta con obstáculos, por lo que es accesible en silla de ruedas. El segundo acceso, quizás el más original, es por la calle Torrejón, previo acceso por unas pequeñas y estrechas escaleras realizadas en un saliente de la roca de granito sobre la que se sustenta la villa, motivo por el que su acceso es practicable exclusivamente a pie.
El mirador del Castillo de Fermoselle se sitúa en el cerro que domina la villa, en el lugar donde se emplazaba el Castillo de Doña Urraca y del que todavía hoy quedan algunos restos como lienzos de muralla en su lado meridional o la puerta del Villar o el Arco por conservar de ella el arco apuntado, desde los que se obtienen vistas panorámicas de los arribes del Duero y Portugal. La explanada, que cuenta con un jardín, está en propiedad privada por lo que la entrada es de pago. Para acceder a él se parte de la playa mayor, cogiendo la calle Antonio Regojo. Los peñascos sobre los que se asienta son conocidos como las Cachas del Culo, por la forma que tienen. Para contemplarlos se puede acceder desde la CL-527, que rodea el municipio. Su acceso es complicado por la pendiente que existe, los paredones que hay que salvar y la frondosidad de la vegetación.
El mirador de las Escaleras es probablemente el más conocido del municipio junto al de El Torojón pues se enclava en un espacio natural de cierta singularidad. Está situado fuera del casco urbano de la villa, a unos 3 km de la misma. Se accede a través del camino de las Escaleras, durante el cual se deja a un lado la ermita de Santa Cruz y los restos de la antigua casa de los carabineros, encargados de la vigilancia de la frontera con Portugal y especialmente de la represión del fraude fiscal y el contrabando que existió en España hasta el año 1940, en el que fue integrado en la Guardia Civil.
Al mirador de Las Peñas se accede desde la calle del Corral de Concejo, permite una buena panorámica de Fermoselle, sus campos de cultivo y del arribe en general.
El mirador de Los Barrancos se encuentra en pleno casco histórico de Fermoselle, su orientación norte ofrece una panorámica distinta del paisaje del municipio, perteneciente al parque natural de Arribes del Duero, y de su entorno inmediato, la plaza de toros de la localidad y el barrio de Santa Colomba.

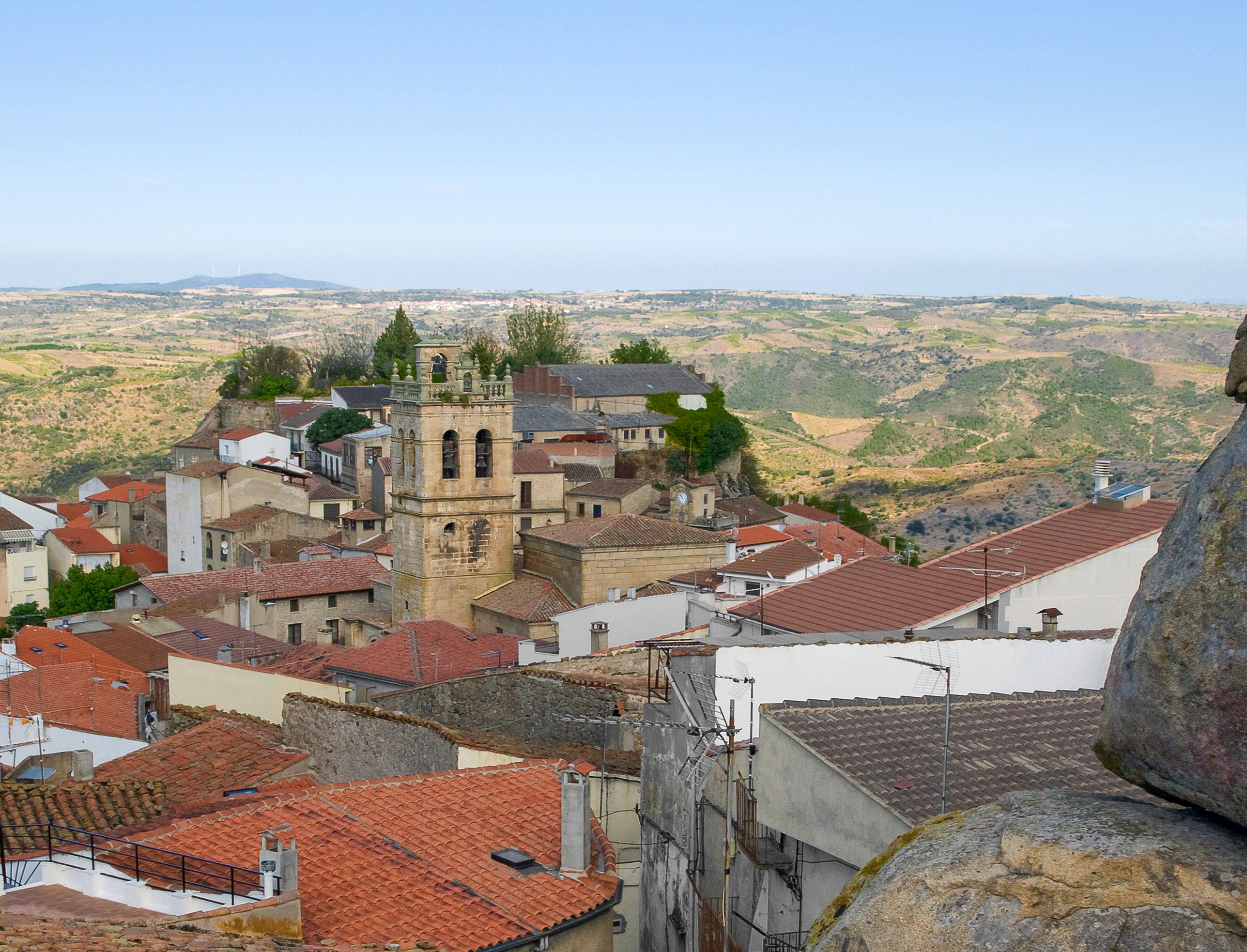
Vista del núcleo urbano desde el mirador de El Torojón

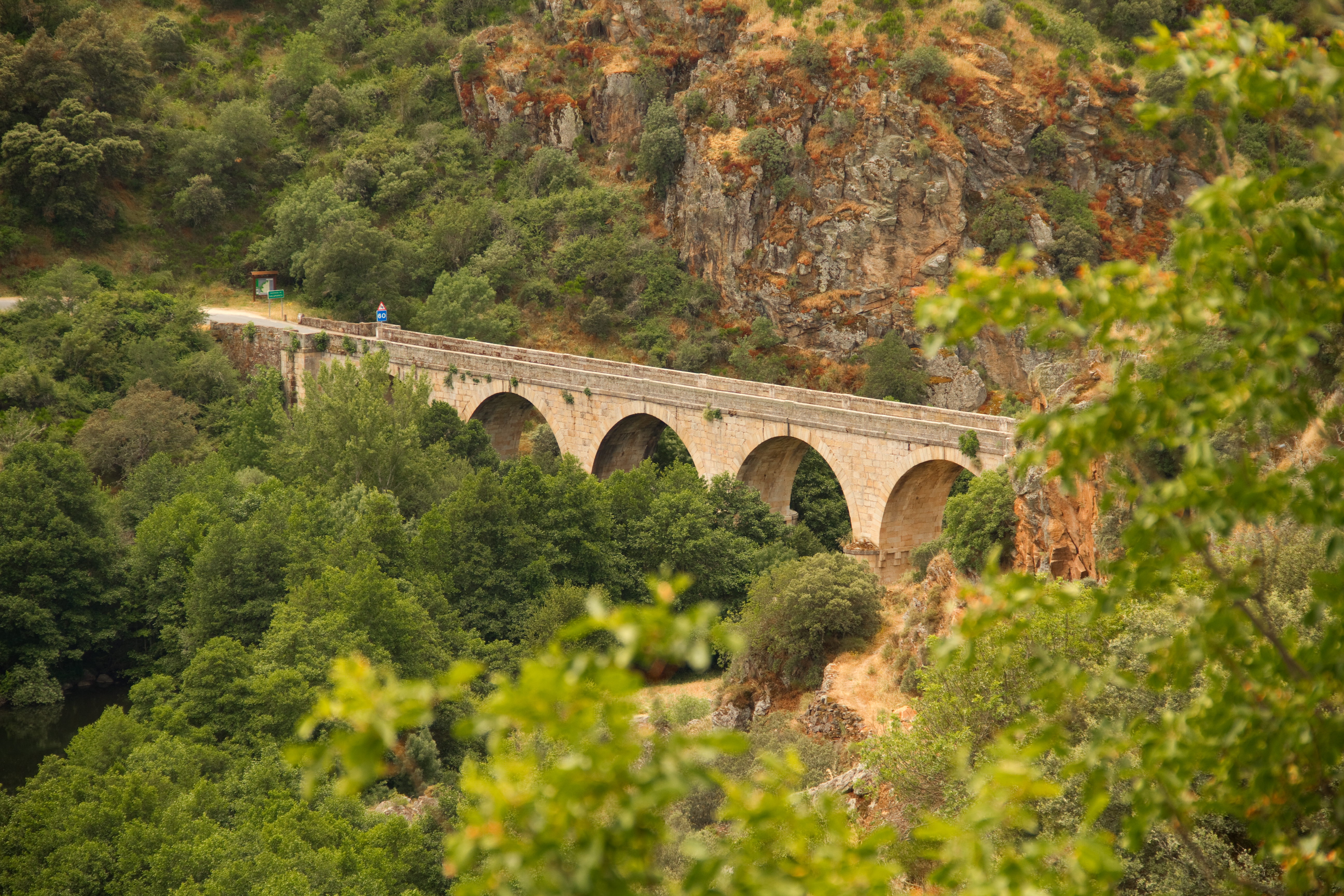
Puente de San Lorenzo en el puerto de La Cicutina

El mirador del Terraplén está situado en la calle del Terraplén, en las inmediaciones de la plaza mayor. Hay que acceder a él andando. Su orientación oeste permite vistas de los característicos bancales y de la parte sur del casco urbano, en la que se encuentra el Convento de San Francisco.

## Cultura

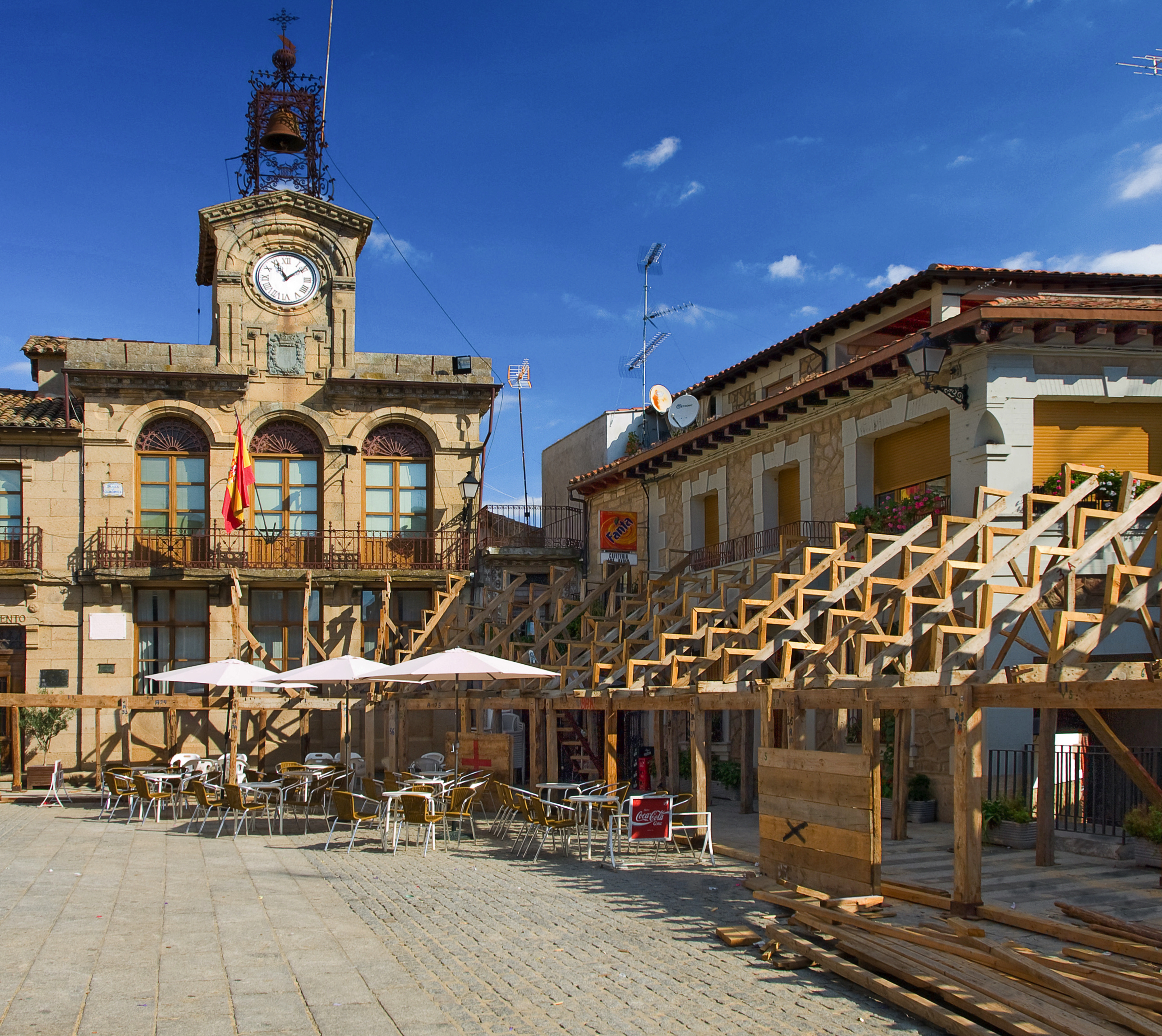
Montaje de la plaza de toros para las fiestas en la plaza mayor

### Fiestas
Sus fiestas principales se celebran el lunes de Pentecostés, Santa Cruz, la virgen de la Bandera, el 8 de septiembre y las fiestas en honor de san Agustín, la segunda quincena de agosto.

### Romerías
La primera romería del año tiene lugar el martes de pascua, cuando los vecinos de Fermoselle veneran a San Albín y se desplazan a la ermita de su mismo nombre –aunque la actual titular del santuario es la Virgen de la Merced– para asistir a la celebración de una misa mayor y disfrutar de un baile popular. Una de las costumbres es el obsequio de huevos cocidos y hornazo con los que se agasaja a los asistentes.
La ermita del Cristo de Santa Colomba, situada en la zona alta de la villa, conocida como Alto de Santa Colomba, también es lugar de culto y celebración en diversas fechas. La que congrega mayor público es el que tiene lugar el 14 de septiembre, cuando se celebran las fiestas del barrio fermosellano al que da nombre la ermita.

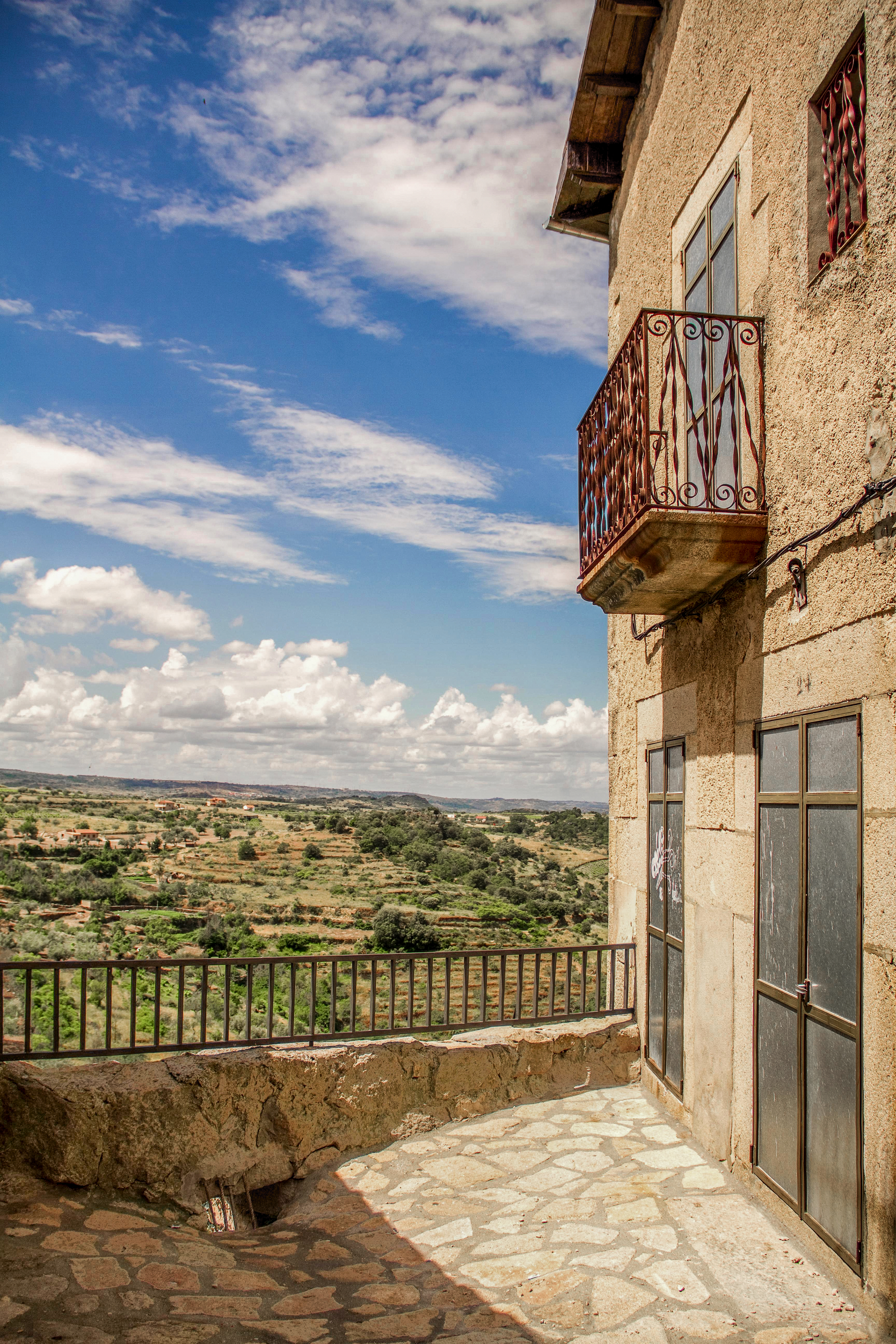
Mirador de la calle del Terraplén

La romería de Santa Cruz del Lunes de Pentecostés es fiesta mayor en Fermoselle. En ella se mezclan los ingredientes típicos de veneración religiosa, música folclórica y degustación gastronómica, a la que se suma el valor paisajístico por celebrarse en el arribanzo, donde se encuentra la ermita. La romería sale de la plaza Mayor de Fermoselle y se dirige a la ermita de Santa Cruz, donde se rinde devoción al Cristo del Pino. Esta imagen es objeto de la leyenda popular en la que se afirma fue recogida en el Duero, a la que fue lanzada por los portugueses, y es también objeto de la tonada popular Venimos a Santa Cruz.
La celebración de la Virgen de la Bandera tiene lugar en la iglesia del Convento, el 8 de septiembre, día de la Natividad de María. Durante esa jornada, los vecinos parten en procesión con la imagen hasta la parroquia, en un desfile encabezado por el estandarte como emblema, al que le sigue la efigie de Nuestra Señora. La imagen permanecerá en el templo parroquial hasta por la tarde, en la que es devuelta al santuario.

### Encierros
De gran tradición son los encierros de Fermoselle, cuya fama ha trascendido los límites comarcales y provinciales. El itinerario parte de los corrales situados en San Albín, a las afueras de la villa, y finalizan en la Plaza Mayor. Consta de varios encierros, todos ellos celebrados en las fiestas patronales, en honor de san Agustín. Estos encierros ya están datados desde el año 1523.

### Otras localidades cercanas
- Bemposta
- Cibanal
- Formariz
- Trabanca